# Skrautvåls kyrka
Skrautvåls kyrka (norska: Skrautvål kirke) är en kyrkobyggnad i Nord-Aurdals kommun i Innlandet fylke i Norge. Kyrkan ligger i samhället Skrautvål.

## Kyrkobyggnaden
En kyrka i Skrautvål har funnits sedan medeltiden. I påvlig nunties räkenskaps och dagböcker från åren 1327 - 1328 omtalas den som "Ecclesia de Sciautual". Äldsta kända kyrkan var en stavkyrka som stod cirka 300 meter söder om platsen där nuvarande kyrka ligger. Stavkyrkan revs omkring år 1760.
Nuvarande kyrka uppfördes under senare delen av 1700-talet på den mark där Skrautvål gård ligger. Byggmästaren var Svend Tråseth som även uppförde Aurdals kyrka och Bruflats kyrka. Troligen invigdes kyrkan år 1785.
Träkyrkan har en korsformad planform men dess orientering är sådan att vapenhuset och ingången ligger i nordnordväst och koret ligger i sydsydost. I korets förlängning finns en sakristia. Alla korsarmar täcks av sadeltak och i korsmitten finns en takryttare med tornspira. Ytterväggarna är klädda med vitmålad stående panel.

## Inventarier
- Altartavlan antas vara tillskuren av Ola Kvit år 1795. Själva tavlan antas vara målad av Ola Hermundsen Berge.
- Dopfunten av täljsten är från medeltiden.
- Predikstolen antas vara målad av Ola Hermundson Berge på 1790-talet.
- I korsmittens takryttare hänger två kyrkklockor från åren 1821 samt 1847.
- En tidigare orgel var byggd av Olsen og Jørgensen. År 1973 återanvändes piporna i en orgel från Norsk Orgel- og Harmoniumfabrikk.